# Еуген Јакобчић
 Еуген Јакобчић (Суботица, 23. март 1898 — Суботица, 23. март 1980) бивши је, југословенски мачевалачки репрезентативац и олимпијац који се такмичио у борбама са сабљом. По струци је био банкарски службеник. Син је банкара Мирка Јакобчића и Пауле рођене Штагелшмит. Године 1931. био је првак државе у флорету.
Као репрезентативац Југославије, учествовао је на Летњим олимпијским играма 1936. у Берлину. Такмичио се у само у борби сабљом у екипној конкуренцији. Екипу су чинили поред Јакобчића Миливој Радовић, Крешимир Третињак, Едо Марион и Павао Пинтарић. Екипа Југославије је била у 7. групи са : САД, Турском и Швајцарском. Изубила је од Турске и Швајцарске са 9:7. Меч са САД није игран јер је САД већ имала две победе и сигуран пласма у четвртфинале, а Југославија ни победдом против САД то није могла постићи.
Након Другог светског рата обновио је мачевање у Суботици два пута, први 1945. а другу пут 1959, заједно са сином Андрашом.
Дана 11. октобра 1972. добио је покрајинску нагарду Јован Микић Спартак заједно са суграђанком Терезом Штадлер.

### Резултати екипног такмичења борбе сабљом
| Противник                | Резултат |
| ------------------------ | -------- |
| Абдул Халим Токмакчиоглу | 5 : 2    |
| Џихат Тегин              | 4 : 5    |
| Енвер Балкан             | 1 : 5    |
| Орхан Адаш               | 5 : 4    |

| Противник       | Резултат |
| --------------- | -------- |
| Адолф Штокер    | 5 : 2    |
| Алфонс Рукштул  | 5 : 4    |
| Чарсл Гластетер | 5 : 2    |
| Валтер Видеман  | 1 : 5    |

Табела групе 7.
| #  | Репрезентација | ПОБ | ПОР | ТД | ТП | Бел. |
| -- | -------------- | --- | --- | -- | -- | ---- |
| 1. | САД            | 2   | 0   | 26 | 6  | КВ   |
| 2. | Турска         | 2   | 1   | 19 | 29 | КВ   |
| 3. | Швајцарска     | 1   | 2   | 21 | 27 |      |
| 4. | Југославија    | 0   | 2   | 14 | 18 |      |